# Албано-грузинские отношения
Албано-грузинские отношения — двусторонние дипломатические отношения между Албанией и Грузией. Страны установили дипломатические отношения 9 июля 1993 года. Оба государства являются членами Организации Объединенных Наций и кандидатами в Европейский союз.